# Conseil supérieur de la fonction publique territoriale
Le Conseil supérieur de la fonction publique territoriale (CSFPT) est une instance paritaire représentative de la fonction publique territoriale.
Créé par la loi du 26 janvier 1984 portant dispositions statutaires relatives à la fonction publique territoriale, il est l'interlocuteur de la direction générale des collectivités locales (DGCL) du ministère de l'intérieur qui le consulte en particulier sur les projets de lois et de décrets concernant la fonction publique territoriale.

## Composition
Le CSFPT est toujours présidé par un élu local. Depuis son élection le 21 septembre 2011, Philippe Laurent (maire de Sceaux) est l'actuel président du CSFPT. Il a été réélu le 11 mars 2015;
Le CSFPT est composé de 20 représentants des collectivités locales qui se répartissent ainsi :
- 6 représentants des communes de moins de 20 000 habitants,
- 1 représentant des EPCI à fiscalité propre de moins de 20 000 habitants,
- 3 représentants des communes de 20 000 à 100 000 habitants,
- 1 représentant des EPCI à fiscalité propre de 20 000 à 100 000 habitants,
- 2 représentants des communes de plus de 100 000 habitants,
- 1 représentant des EPCI à fiscalité propre de plus de 100 000 habitants,
- 4 représentants des départements,
- 2 représentants des régions.

Et de 20 représentants des organisations syndicales de fonctionnaires territoriaux dont la répartition dépend des résultats aux élections professionnelles :
- CGT 7 membres
- CFDT 5 membres
- FO 4 membres
- UNSA 2 membres
- FA-FPT 1 membre
- FSU 1 membre

## Secrétariat
Le secrétariat du CSFPT est assuré par la sous-direction des élus locaux et de la fonction publique territoriale (ELFPT) de la direction générale des collectivités locales

## Pour approfondir